# Городская усадьба К. И. Доброхотова
Городская усадьба К. И. Доброхотова — небольшая усадьба, включающая главный дом, ограду и флигель, построенная в конце XVIII — начале XIX вв. Является объектом культурного наследия федерального значения. Расположена по адресу Москва, Гороховский переулок, д. 3. стр. 1 (Главный дом), 2 (флигель).

## История
Главный дом усадьбы был построен в 1782 году московским купцом Иваном Палагиным. Впоследствии он был сильно перестроен его новым владельцем купцом первой гильдии Карпом Доброхотовым-Майковым.
В 1831 году к Главному дому был присоединен хозяйственный корпус, располагавшийся в глубине, а в 1833 году был надстроен третий деревянный этаж. Тогда же стиль фасада был изменён с раннего классического на поздний ампир. В это же время вдоль переулка была построена ограда с арочными нишами, соединившая Главный дом и флигель.
В середине XIX века вход в дом был перенесен с заднего фасада в центр главного и была изменена внутренняя планировка. В 1905 году в Главном доме была устроена новая лестничная клетка, переложена часть передней стены и на фасад были добавлены лепные сандрики.
Время постройки флигеля определяют как конец XVIII — начало XIX веков. Однако москвовед С. К. Романюк полагает, что флигель был построен до 1782 года, то есть до постройки Главного дома усадьбы. Флигель представляет собой одноэтажное здание вытянутое в глубину. На фасаде, обращенном в переулок, находятся три окна в плоских арочных нишах. Считается, что фасады флигеля сохранили изначальное оформление в стиле раннего классицизма. Во второй половине XIX века к части флигеля, уходящей вглубь усадебного участка, были сделаны пристройки.
В советское время ограда, соединяющая Главный дом и флигель, была разобрана, но позже была восстановлена при реставрации. Также было частично восстановлено оформление Главного дома на боковом и заднем фасадах, сделанное первым владельцем И. Палагиным.